# Walter Lang (pianist, 1961)
Walter Lang (Schwäbisch Gmünd, 13 mei 1961 – 16 december 2021) was een Duitse pianist. Hij speelde in het Rick Hollander kwartet, in het Walter Lang Trio en in het Trio ELF.

## Biografie
Lang komt uit een muzikale familie. Zijn vader en grootvader speelden al accordeon en piano. Zijn verknochting aan de jazz werd geïnspireerd door Keith Jarrett. Hij studeerde jazzpiano en compositie aan de Berklee School of Music in Boston. Door de hoge kosten kon hij daar niet verder studeren, wat hij ideaal vond, en in plaats daarvan studeerde hij af aan de Amsterdamse Hogeschool voor de Kunsten. In 1988 was Walter Lang medeoprichter van het gerenommeerde en internationaal zeer succesvolle Rick Hollander Quartet.Het kwartet won de Europ' Jazz Contest in België in Hoeilaart in 1990 en bracht talrijke albums uit.

### Walter Lang Trio
Sinds 1999 leidt hij zijn eigen Walter Lang Trio. Tot 2007 speelde Nicolas Thys de bas en Rick Hollander de drums. Hun publicaties omvatten Walter Lang Trio Plays Charles Chaplin (1999), Across the Universe (2002), Lotus Blossom (2003) en Softly As in a Morning Sunrise (2005). Het Japanse jazzmagazine Swing Journal heeft de cd The Sound Of A Rainbow (2005) bekroond met de «Best Sounding CD Award» en de cd Romantic Road met de «Gold Disc Award». Het trio toert al jaren, vooral in Japan. In 2008 werd het Walter Lang Trio nieuw geformeerd: Thomas Markusson uit Göteborg speelt contrabas en de nieuwe drummer is Sebastian Merk uit Berlijn. Ze hebben de afgelopen tien jaar in totaal vijf cd's uitgebracht.

### Trio ELF
In 2005 richtte hij samen met drummer Gerwin Eisenhauer Trio ELF op met Sven Faller op contrabas. De naam ELF komt van de eerste letters van de namen van de muzikanten. Uitgangspunt voor het geluid was de confrontatie van de drie jazzmuzikanten onder live-omstandigheden met dancefloor rave dj's. Hun eerste CD ELF werd in 2006 uitgebracht door Enja Records en was een groot succes. In september 2008 verscheen het album 746 van dit trio. Elfland, met de charismatische zanger Milton Nascimento, het eerste livealbum Amsterdam, het remixalbum RMXD en het eerste album Musicboxmusic met de nieuwe bassist Peter Cudek volgden. In mei 2018 werd The Brazilian Album met percussionist Marco Lobo uitgebracht.

### Overige projecten
Langs huidige projecten zijn, naast Trio ELF en het Walter Lang Trio en zijn wereldmuziek Project WPE (World Percussion Ensemble), Daktarimba (samen met Njamy Sitson en Wolfgang Lackerschmid), het Shinya Fukumori Trio en een duo met de saxofonist Lee Konitz.
Lang speelde met muzikanten als James Moody, Chico Freeman, Don Menza, Lisa Wahlandt, Stefanie Schlesinger, Jenny Evans, Harald Rüschenbaum, Jason Seizer, Johannes Herrlich, Thomas Faist, Beate Kittsteiner, Philipp Weiss, Paula Morelenbaum, Michael Hornstein, Dusko Goykovich en Shin'ya Fukumori.
In januari 2013 verscheen het eerste boek Elf Impressions for Piano van Lang bij music boox Verlag. Het bevat 11 composities, die door Lang speciaal voor piano solo zijn gearrangeerd. Hij was ook docent voor piano aan de muziekschool Regensburg en docent voor de ritmesectie bij het Landes-Jugendjazzorchester Bayern.

## Overlijden
Walter Lang overleed na een ziekbed in december 2021 op 60-jarige leeftijd.

## Discografie
- 2018: Trio ELF & Marco Lobo The Brazilian Album (Enja Records)
- 2018: Shinya Fukomori Trio For 2 Akis (ECM RECORDS)
- 2016: Trio ELF Musicboxmusic (Enja Records)
- 2016: Walter Lang Trio Full Circle (Atelier Sawano)
- 2015: Walter Lang Trio Moonlight Echoes (Atelier Sawano)
- 2015: Daktarimba D'Afrique (Hip Jazz)
- 2014: Philipp Weiss & Walter Lang PWL (Enja Records)
- 2014: Gerwin Eisenhauer's Booom Music From Videogames (Enja Records)
- 2013: Walter Lang Trio Starlight Reflections (Atelier Sawano)
- 2013: Trio ELF Rmxd (180g) (Enja Records)
- 2013: Trio ELF Amsterdam (Enja Records)
- 2010: Trio ELF Elfland (Enja Records)
- 2009: Walter Lang Trio Eurasia (M & I Records)
- 2009: Walter Lang Trio Best Master Qualities (M & I Records)
- 2008: Trio ELF 746 (Enja Records)
- 2007: Walter Lang & Lee Konitz Ashiya (Pirouet Records)
- 2007: Walter Lang Trio. Romantische Strasse (M & I Records)
- 2007: Walter Lang Quintett. The Art of Romanticism (Nagel-Heyer Records)
- 2006: Baroque Jazz Trio. Jazz Meets Baroque 2006 (Birdland Records)
- 2006: Trio Elf. Elf (Enja Records)
- 2005: Walter Lang Trio. The Sound of a Rainbow (M & I Records)
- 2005: Walter Lang Trio. Softly As in a Morning Sunrise (Nagel-Heyer Records)
- 2003: Walter Lang. Lotus Blossom (Pirouet Records)
- 1999: Walter Lang Trio plays Charlie Chaplin. (PJ Records)

## Publicaties
- Elf Impressionen für Klavier, Walter Lang, music boox Verlag, Neutraubling, 2013, ISBN 978-3-9813350-6-4